# پاملا سالم
پاملا سالم (انگلیسی: Pamela Salem; ۲۲ ژانویهٔ ۱۹۴۴ – ۲۱ فوریهٔ ۲۰۲۴) بازیگر سینما و تلویزیون اهل بریتانیا بود.
از فیلم‌ها یا برنامه‌های تلویزیونی که وی در آن نقش داشته‌است می‌توان به دیگر هرگز نگو هرگز، نخستین سرقت بزرگ قطار، خدایان و هیولاها، دوش آوریل و سالومه اشاره کرد.
«پاملا سالم» که به خاطر بازی در نقش خانم مانی پنی در فیلم «دیگر هرگز نگو هرگز» از سری فیلم‌های جیمز باند حضور داشت این بازیگر بریتانیایی که در سال ۱۹۷۸ در فیلم جنایی سرقت بزرگ قطار در مقابل «شان کانری» نیز ایفای نقش کرده بود، در سال ۱۹۴۴ در هند به دنیا آمد و در دانشگاه هایدلبرگ آلمان و مدرسه مرکزی سلطنتی و درام در لندن تحصیل کرد و سپس در چسترفیلد و یورک تئاتر فعالیت خود را آغاز کرد.
فیلم دیگر هرگز نگو هرگز یک فیلم جاسوسی محصول سال ۱۹۸۳ به کارگردانی «اروین کرشنر» که بر اساس رمان تاندربال از سری داستان‌های «جیمز باند» در سال ۱۹۶۱ نوشته ایان فلمینگ ساخته شده است. این فیلم با بودجه ۳۶ میلیون دلاری موفق به ثبت فروش ۱۶۰ میلیون دلاری در سراسر جهان شد.
پاملا سالم همچنین در سریال درام آمریکایی «بال غربی» در نقش نخست وزیر بریتانیا و سریال«بخش فوریت‌های پزشکی» هم ظاهر شده بود و  برای نقش‌های علمی تخیلی‌اش در فیلم‌های «بلیک ۷»، «سه پایه‌ها» و «در هزارتو» نیز شناخته می‌شود.
او در دهه ۱۹۹۰ به لس آنجلس نقل مکان کرد و سپس به میامی رفت و در سال ۲۰۲۰ در سریال «روبات‌های مرگ» از مجموعه سریال‌های «دکتر هو» در نقش توس در مقابل دکتر تام بیکر ظاهر شد.
او نهایتأ در سن ۸۰ سالگی در میامی فلوریدا درگذشت.